# Oratório de Páscoa
O "Oratório de Páscoa" ou Osteroratorium (BWV 249) é um oratório de J. S. Bach. A primeira versão foi concluída em 1º de abril de 1725. Existem três diferentes versões anteriores com consideráveis diferenças na composição e no texto (tanto as sacras quanto as profanas, inclusive a versão 249b, como música para comemorar o aniversário de um conde alemão). Seu assunto é um domingo de Páscoa, com Simão Pedro (tenor) e o apóstolo João (baixo) correndo para o túmulo de Jesus e o encontrando vazio. O autor do texto do oratório foi, provavelmente Henrici, mais conhecido por Picander. Em grande parte, é uma re-elaboração da antiga Cantata dos Pastores (BWV 249a), hoje extraviada, embora o libreto tenha sobrevivido.

## Estrutura
A obra consiste de 11 seções:
1. Sinfonia (instrumental)
2. Adagio (instrumental)
3. Chorus "Kommt, eilet und laufet", com um dueto de tenor e baixo
4. Rezitativ  "O kalter Männer Sinn"
5. Aria (Soprano) "Seele, deine Spezereien"
6. Rezitativ "Hier ist die Gruft"
7. Aria (Tenor) "Sanfte soll mein Todeskummer"
8. Rezitativ "Indessen seufzen wir"
9. Aria (Alto) "Saget, saget mir geschwinde"
10. Rezitativ "Wir sind erfreut"
11. Chorus "Preis und Dank"